# 葉萱
葉萱（1428年—1495年），字廷茂，直隸松江府華亭縣人，民籍，明朝政治人物。進士出身。

## 生平
應天府鄉試第八十九名。景泰五年（1454年）甲戌科會試第三百十七名，殿試登進士第二甲第九十五名。

## 家族
曾祖葉庭玉。祖父葉公武。父亲葉昂。